# Bare (Annie Lennox)
Bare è il terzo album della cantautrice britannica Annie Lennox, pubblicato nel giugno 2003.

## Accoglienza e successo commerciale
Ha ricevuto una nomination ai Grammy Award come miglior album pop alla 46ª edizione della manifestazione. È anche il primo album che la Lennox incide con la J Records. Dall'album sono stati pubblicati tre singoli promozionali destinati unicamente alle radio, nell'ordine Pavement Cracks, A Thousand Beautiful Things e Wonderful.
L'edizione giapponese del disco comprende una versione di "Cold" registrata dal vivo a Toronto.
L'album ha raggiunto la terza posizione nella Official Albums Chart, la quarta nella Billboard 200, la quinta in Germania, la settima in Italia e Svizzera e l'ottava in Canada.

## Tracce
1. A Thousand Beautiful Things – 3:06
2. Pavement Cracks – 5:09
3. The Hurting Time – 7:32
4. Honestly – 5:01
5. Wonderful – 4:17
6. Bitter Pill – 4:01
7. Loneliness – 4:01
8. The Saddest Song I've Got – 4:07
9. Erased – 4:40
10. Twisted – 4:10
11. Oh God (Prayer) – 2:49